# Eremolaena rotundifolia
Eremolaena rotundifolia là một loài thực vật có hoa trong họ Sarcolaenaceae. Loài này được (F.Gérard) Danguy mô tả khoa học đầu tiên năm 1915.